# Oreodera rufofasciata
Oreodera rufofasciata är en skalbaggsart som beskrevs av Bates 1861. Oreodera rufofasciata ingår i släktet Oreodera och familjen långhorningar. Inga underarter finns listade i Catalogue of Life.